# Vallerois-le-Bois
Vallerois-le-Bois is een gemeente in het Franse departement Haute-Saône (regio Bourgogne-Franche-Comté) en telt 264 inwoners (2011). De plaats maakt deel uit van het arrondissement Vesoul.

## Geografie
De oppervlakte van Vallerois-le-Bois bedraagt 12,6 km², de bevolkingsdichtheid is 21 inwoners per km².
De onderstaande kaart toont de ligging van Vallerois-le-Bois met de belangrijkste infrastructuur en aangrenzende gemeenten.

## Demografie
Onderstaande figuur toont het verloop van het inwonertal (bron: INSEE-tellingen).